# Национални парк Стона планина
Национални парк Стона планина је један од двадесет једног националног парка у Јужноафричкој Републици, основан 1998. године. Налази се сјеверно од Кејптауна. Налази се на Стоној планини.

## Историја
Оригинално име планинског вијенца је „Хоерикваго”, које су му дали домороци Којсанци. Први званични успон на врх планине припада португалском морепловцу адмиралу Антонију де Салданх који је у мају 1503. године усидрио брод у такозвани Стони залив и попео се на врх преко Платеклип клисуре.
Данас је национални парк један од 21 национални парк Јужноафричке Републике. Национални парк Стона планина је основан 28. маја 1998. године. У потпуности је окружен градом Кејптауном. У новембру 2011. године, Стона планина је проглашена за једно од седам нових свјетских чуда природе.